# Schwingt freudig euch empor, BWV 36c
Schwingt freudig euch empor, BWV 36c (Elevaos con alegría) es una cantata profana escrita por Johann Sebastian Bach en Leipzig probablemente en 1735. Bach utilizó esta cantata como base para otras dos cantatas profanas y una cantata sacra para el primer domingo de Adviento, Schwingt freudig euch empor, BWV 36.

## Historia
Bach compuso esta obra durante su estancia como Thomaskantor en Leipzig probablemente como homenaje a uno de sus colegas académicos, pero no se sabe a quién. Johann Matthias Gesner (en el tiempo que estuvo en Weimar) y Johann Heinrich Ernesti (el septuagenario rector de Thomasschule) se han sugerido como posibles destinatarios.
Bach reelaboró la cantata Schwingt freudig euch empor, BWV 36c para crear otras dos cantatas profanas y una cantata sacra:
- Schwingt freudig euch empor, BWV 36, sacra.
- Steigt freudig in die Luft, BWV 36a, secular.
- Die Freude reget sich, BWV 36b, secular.

## Análisis

### Texto
El texto es probable que fuera de Christian Friedrich Henrici (Picander), quien en 1727 publicó otra versión (Steigt freudig in die Luft), una cantata de cumpleaños para la duquesa de Anhalt-Köthen. La cantata para el cumpleaños de la duquesa también fue compuesta por Bach (probablemente en 1726), pero la música se ha perdido.

### Instrumentación
La obra está escrita para tres solistas vocales (soprano, tenor y bajo) y un coro a cuatro voces; dos oboes d'amore, dos violines, viola, viola d'amore y bajo continuo.

### Estructura
Consta de nueve movimientos.
1. Coro: Schwingt freudig euch empor
2. Recitativo (tenor): Ein Herz, in zärtlichem Empfinden
3. Aria (tenor): Die Liebe führt mit sanften Schritten
4. Recitativo (bajo): Du bist es ja
5. Aria (bajo): Der Tag, der dich vordem gebar
6. Recitativo (soprano): Nur dieses Einz'ge sorgen wir
7. Aria (soprano): Auch mit gedämpften, schwachen Stimmen
8. Recitativo (tenor): Bei solchen freudenvollen Stunden
9. Coro & Recitativos (soprano, tenor, bajo): Wie die Jahre sich verneuen

Como en BWV 36b, el primer movimiento es de naturaleza jovial. Se trata de una alegre forma de gavotte, en la que resalta el oboe d'amore (que también es relevante en la introducción del tercer movimiento). Los recitativos son todos secco y bastante breves, como el recitativo de tenor que sólo dura seis compases.

## Discografía selecta
De esta pieza se han realizado una serie de grabaciones entre las que destacan las siguientes.
- 1957 – J.S. Bach: Kantate 36c. Kurt Thomas, Thomanerchor, Gewandhausorchester, Adele Stolte, Hans-Joachim Rotzsch, Theo Adam (Eterna)
- 1979 – Bach made in Germany Vol. VII: Secular Cantatas I, Peter Schreier, Berliner Solisten, Kammerorchester Berlin, Edith Mathis, Peter Schreier, Siegfried Lorenz (Eterna)
- 1997 – J.S. Bach: Weltliche Kantaten. Reinhard Goebel, Ex Tempore, Musica Antiqua Köln, Dorothea Röschmann, Axel Köhler, Christoph Genz,  Hans-Georg Wimmer (Archiv Produktion)
- 2000 – Edition Bachakademie Vol. 139. Helmuth Rilling, Gächinger Kantorei, Bach-Collegium Stuttgart, Eva Oltiványi, Marcus Ullmann, Andreas Schmidt (Hänssler)
- 2012 – J.S. Bach: Secular Cantatas Vol. 3. Masaaki Suzuki, Bach Collegium Japan, Joanne Lunn, Hiroya Aoki, Makoto Sakurada, Roderick Williams (BIS)